# سیف‌آباد جاوشیری
سیف‌آباد جاوشیری، روستایی در دهستان لاشار شمالی بخش مرکزی شهرستان لاشار در استان سیستان و بلوچستان ایران است.

## جمعیت
بر پایه سرشماری عمومی نفوس و مسکن در سال ۱۳۹۵، جمعیت آن برابر با ۱،۷۵۹ نفر (۴۷۸ خانوار) بوده‌است.